# Demîno-Oleksandrivka, Troițke
Demîno-Oleksandrivka (în ucraineană Демино-Олександрівка) este localitatea de reședință a comunei Demîno-Oleksandrivka din raionul Troițke, regiunea Luhansk, Ucraina.

## Demografie
Componența lingvistică a localității Demîno-Oleksandrivka
     Ucraineană (85,23%)
     Rusă (14,65%)
     Alte limbi (0,13%)
Conform recensământului din 2001, majoritatea populației localității Demîno-Oleksandrivka era vorbitoare de ucraineană (85,23%), existând în minoritate și vorbitori de rusă (14,65%).